# Marcello (famiglia)

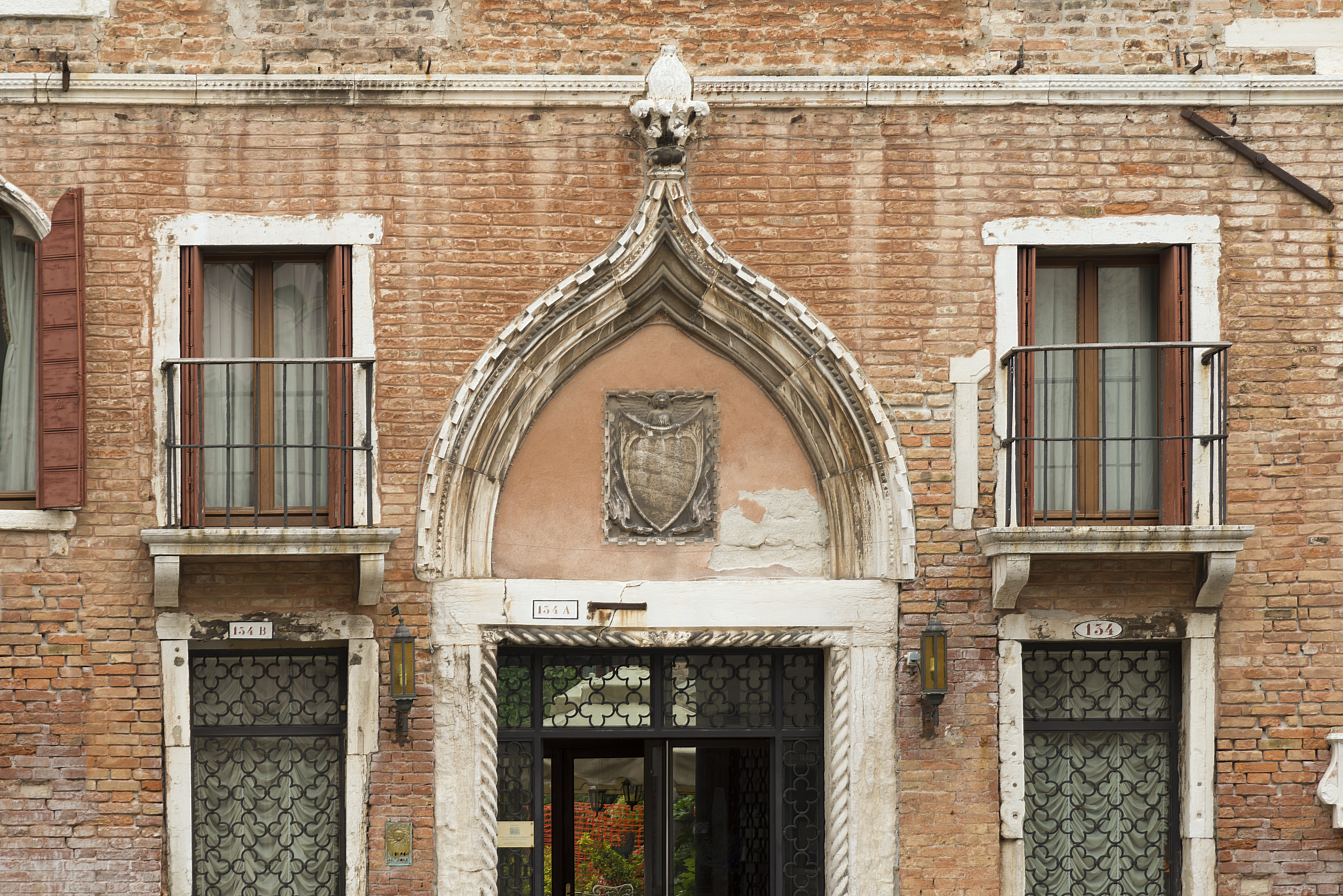
Palazzo Marcello - Stemma della Famiglia Marcello

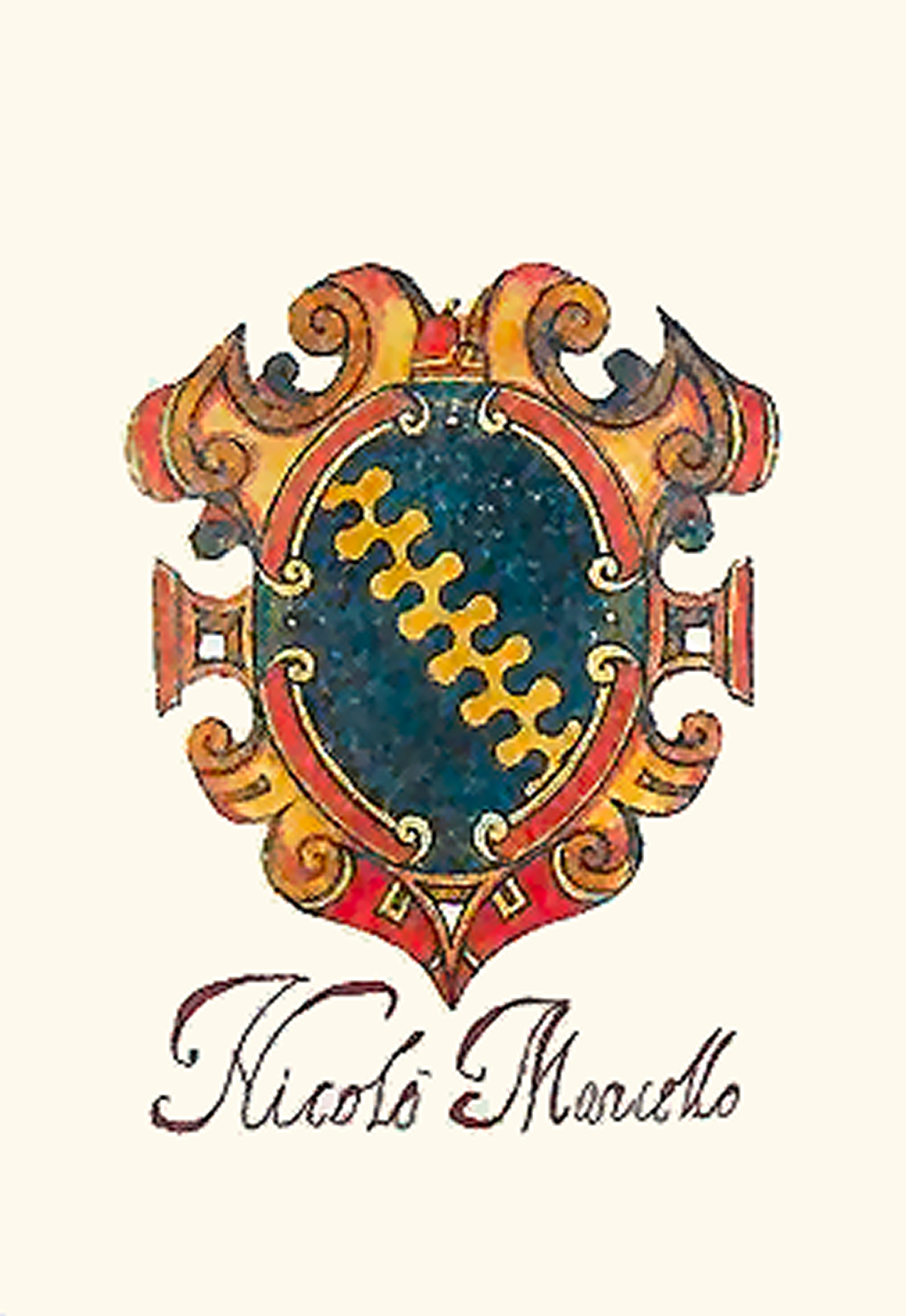
Stemma del doge Niccolò Marcello

I Marcello sono una famiglia nobile di Venezia, già ascritta al patriziato. 

## Storia
Secondo la tradizione che vorrebbe Venezia legittima erede dell'antica Roma, i Marcello sarebbero diretti discendenti della gens Claudia-Marcella, la quale si sarebbe trapiantata in laguna nel corso del VII secolo; qui avrebbe contribuito alla fondazione di Rialto, dando dei tribuni. Secondo alcune dicerie, in passato si sarebbero chiamati Macigni (o Massi), Storculissi e Scrovoresi.
Secondo la documentazione storica, i primi Marcello noti compaiono in un atto pubblico del 982. La famiglia risulta originaria di Torcello (si cita un Pietro, gastaldo dell'isola e giudice fra l'XI e il XII secolo), ma nella seconda metà del XII secolo è attestato il loro trasferimento nell'arcipelago realtino, fenomeno che coinvolse anche altre famiglie dei centri minori.
La cosiddetta Cronaca "pseudo-Giustinian" (anni 1350), pur riconoscendo loro un ruolo nella nascita della Repubblica, li annovera tra le famiglie di nobiltà recente, i cosiddetti curti. Ciononostante, dal Trecento i Marcello cominciarono ad avere un ruolo di rilievo nella vita pubblica veneziana, concorrendo con le casate più prestigiose, i longhi, alla spartizione delle cariche.
Fu soprattutto nel Quattrocento che la casata si rese protagonista di diversi eventi politici e militari: si citano Jacopo Antonio di Pietro (1397-1464/65), al quale si dové la liberazione di Brescia e Verona occupate dai Visconti (nota la sua impresa, che vide il trasporto di una flotta sull'Adige via terra); Nicolò di Giovanni (1397-1474) che, dopo una brillante carriera pubblica, venne eletto doge nel 1473; Jacopo di Cristoforo (1413-1484), generale da mar, morto durante la conquista di Gallipoli; Pietro di Jacopo Antonio (1446-1530), che prese parte alla Guerra di Ferrara (1482-1484), con cui la Serenissima assoggettò il Polesine.
Due secoli dopo fu Lorenzo di Andrea (1603-1656) a distinguersi nella lotta contro i Turchi, dirigendo la vittoriosa spedizione dei Dardanelli, in cui, tuttavia, trovò la morte.
A questi si aggiungono numerosi ecclesiastici e uomini di cultura. I più rilevanti furono senza dubbio Benedetto (1686-1739), celebre compositore del periodo barocco,  e il fratello Alessandro (1673-1747), a sua volta compositore.
Dopo la caduta della Serenissima, i Marcello furono una delle poche famiglie veneziane a mantenere un ruolo di primo piano nella vita amministrativa. Di questo periodo vanno ricordati Alessandro Marcello (1813-1871), sindaco di Venezia dal 1857 al 1859; Girolamo Marcello (1860-1940), militare e senatore del Regno d'Italia; Alessandro Marcello Del Majno (1894-1980), antifascista e accademico.

## Membri illustri

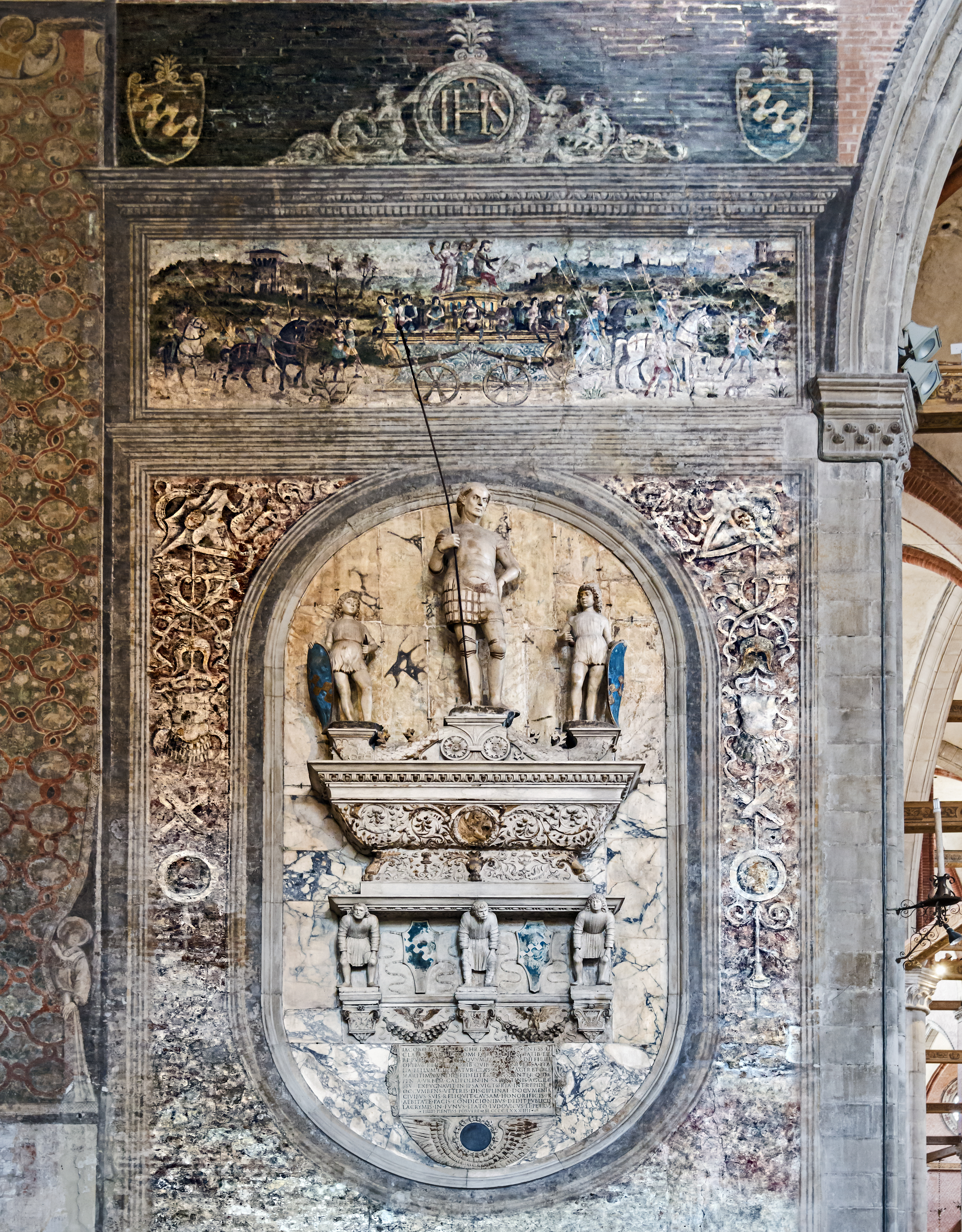
Monumento di Jacopo Marcello Basilica dei Frari

- Pietro Marcello (1376 ca.–1428), vescovo e umanista;
- Nicolò Marcello (1397–1474), doge;
- Jacopo Antonio Marcello (1397–1464/65), politico e militare;
- Jacopo Marcello (1413–1484), ammiraglio;
- Lorenzo Marcello (1603–1656), ammiraglio;
- Alessandro Marcello (1669–1747), musicista e compositore;
- Benedetto Marcello (1686–1739), musicista e compositore;
- Alessandro Marcello (1813–1871), uomo politico e podestà di Venezia dal 1857 al 1859;
- Girolamo Marcello (1860–1940), militare e politico;
- Alessandro Marcello Del Majno (1894–1980), militare, antifascista e accademico.

## Castelli, Palazzi e ville
Castelli
- Castello di Monselice a Monselice

Palazzi
- Palazzo Marcello ai Tolentini a Venezia
- Palazzo Moro Marcello a Venezia
- Palazzo Marcello a Cannaregio Venezia
- Palazzo Zon Marcello a Venezia

Ville
- Villa Marcello a Levada di Piombino Dese
- Villa Marcello, Grollo a Selva del Montello di Volpago del Montello
- Villa Marcello a Fontanelle
- Villa Marcello a Sambughè di Preganziol
- Villa Marcello a Preganziol